# Белобрюхий орлан
Белобрюхий орлан (лат. Icthyophaga leucogaster) — большая дневная хищная птица семейства ястребиных. Этот вид был впервые описан Йоханом Фридрихом Гмелином в 1788 году. Его самый близкий родственник — Icthyophaga sanfordi с Соломоновых островов (с которым они образуют надвид). Отличительные признаки взрослого белобрюхого орлана — белые голова, грудь, кроющие перья под крылом и хвост. Верхние части тела серые. Под крылом чёрные маховые перья хорошо контрастируют с белыми кроющими. Хвост короток и имеет форму клина, как и у всех орланов. Как и у многих хищных птиц, самка немного крупнее самца. Она может достигать 90 см в длину с размахом крыла до 2,2 м и весить 4,5 кг. У незрелых птиц оперение коричневое, и оно постепенно заменяется белым к возрасту пяти или шести лет. Крик — громкое гудение, подобное крику гуся.

## Распространение
Морские побережья тропической Азии, Новой Гвинеи, Австралии и Тасмании. Австралия, Бангладеш, Бруней, Вьетнам, Индия, Индонезия, Камбоджа, Китай, Лаос, Малайзия, Папуа Новая Гвинея, Сингапур, Таиланд, Тимор, Филиппины, Шри-Ланка. Находится под угрозой исчезновения в Виктории, вид также уязвим в Южной Австралии и Тасмании. Человеческое влияние на среду обитания — главная угроза, и от прямой деятельности человека около гнезд, которая воздействует на успех размножения, и от уничтожения подходящих для гнездования деревьев. Белобрюхий орлан уважается коренными жителями во многих частях Австралии и является предметом различных народных сказок по всему ареалу.

## Описание
Оперение почти полностью белое, за исключением серой окраски спины и крыльев. Размер взрослой самки достигает 80—85 см, а самца — 75—77 см. Размах крыльев — 180—218 см. В питании преобладает рыба, а также водные и околоводные позвоночные животные. Гнёзда устраивают на выступах скал и на деревьях на высоте 3—40 м.

## Поведение
Белобрюхий орлан — птица, как правило, оседлая; некоторые особи живут на одном месте в течение всего года, но другие кочуют. Они моногамны: пара остаётся вместе, пока одна из птиц не умирает. Тогда вторая быстро находит нового партнёра. Это приводит к тому, что некоторые места гнездования непрерывно заняты много лет (одно место в Маллакуте, штат Виктория, было занято больше пятидесяти лет). Незрелые птицы подвижны, многие улетают на 50 км от области, где они были подняты. О молодом орлане, взлетевшем в Ковелле в Южной Австралии, сообщили с далекого острова Фрейзер в Квинсленде, который находится в 3000 км. Изучение орланов в Джервис-Бее (Новый Южный Уэльс) показало увеличение числа незрелых и молодых птиц осенью, хотя неясно, были ли они оперившимися на месте или (как считается более вероятным) прилетели из других мест Австралии. Этих птиц часто видят сидящими высоко на деревьях или парящими над водоёмами и землёй поблизости; поодиночке или в парах. Небольшие группы белобрюхих орланов иногда собираются там, где есть обильный источник пищи, такой как тушки или потроха рыбы на судне. Многое в поведении белобрюхого орлана, особенно в его размножении, остаётся малоизвестным.

## В культуре
Белобрюхий орлан — официальный символ малайзийского штата Селангор и Национального парка Будери (Джервис-Бей). Кроме того, эта птица изображена на банкноте Сингапура достоинством в 10 000 сингапурских долларов, введённой в оборот 1 февраля 1980 года.